# Janne Kivilahti (musiker)
Janne Heikki Ensio Kivilahti är en finländsk musiker och basist i power metalbandet Sonata Arctica. År 2000 lämnade Kivilahti bandet och ersattes av Marko Paasikoski på bas.